# Monumento a los mártires de la religión y de la patria

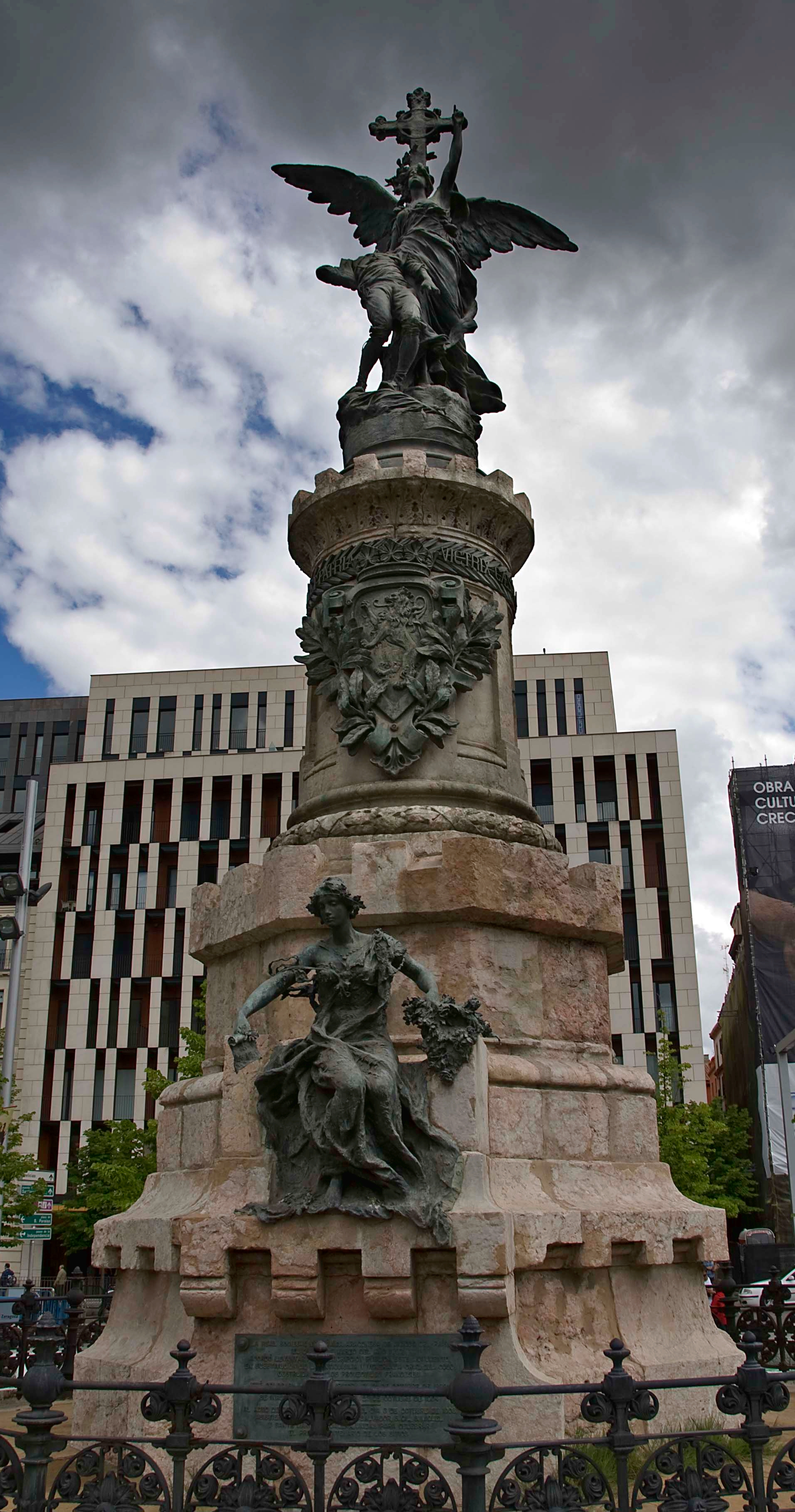
Monumento a los mártires de la religión y de la patria de Zaragoza, obra de Ricardo Magdalena y Agustín Querol (1904).

El Monumento a los mártires de la religión y de la patria es un monumento realizado en piedra y bronce, en su diseño arquitectónico por Ricardo Magdalena y en su trabajo escultórico por Agustín Querol. El memorial está dedicado a representar los principales mártires de la ciudad, tanto alusivos a los Innumerables mártires de Zaragoza cuya tradición remonta al siglo IV, como a los que se destacaron en la defensa de la ciudad en los Sitios de Zaragoza. Fue erigido en la plaza de la Constitución, actualmente plaza de España de Zaragoza, e inaugurado el 23 de octubre de 1904.
El memorial fue iniciado mediante una suscripción popular convocada en el ámbito de Aragón, lo que permitió finalizar un proyecto cuyo primer diseño arquitectónico había correspondido a Ricardo Magdalena. Posteriormente el escultor catalán Agustín Querol se ofreció a fundir la decoración escultórica sin recibir remuneración. La primera piedra fue colocada en 1899. Se pretendía, además, homenajear la desaparición de la cruz del humilladero del Coso, que fue destruida por el fuego de los proyectiles de los Sitios de Zaragoza. Así, todo el grupo escultórico está rematado por la representación de la cruz del Coso.
Apoyada en esta cruz, remata todo el monumento un ángel alado que sostiene en su brazo derecho a un aragonés caído y señala con su mano izquierda al cielo. En el cuerpo circular del torreón almenado central hay una forja heráldica del escudo de Zaragoza y a los pies de todo el conjunto, una figura femenina coronada de hojas que es alegoría de la ciudad y porta en una mano una corona de la victoria alusiva a la inmortalidad y en la otra un pergamino u hoja de la que cuelga una filacteria y sello pendiente que representa la historia de la capital aragonesa. Esta figura fue descrita por Julián Gállego por su «chisporroteo de superficies y planos que cubre la desnudez majestuosa (...)».
El soporte arquitectónico está construido como un gran pedestal que representa un torreón fortificado, similar al que diseñó Miguel Aguado para la estatua de María Cristina de Borbón cerca del Casón del Buen Retiro de Madrid.
De planta octogonal en su base, pasa a una circular para el cuerpo central, que adopta la forma de torreón almenado y que soporta en su frente un escudo heráldico laureado de palma y olivo de la ciudad. Antes del cuerpo almenado de la zona de sillería hay un anillo de palmas de la victoria con la inscripción VICTRIX CESARAUGUSTAE PIETAS INNUMERIS MARTIRIBUS PRO FIDE ET PATRIA (La piedad de la victoriosa Zaragoza a los innumerables mártires de la fe y la patria).